# Leucilla nuttingi
Leucilla nuttingi är en svampdjursart som först beskrevs av Urban 1902.  Leucilla nuttingi ingår i släktet Leucilla och familjen Amphoriscidae. Inga underarter finns listade i Catalogue of Life.